# Steve Johnson (cầu thủ bóng đá, sinh năm 1961)
Steve Johnson (sinh ngày 23 tháng 3 năm 1961) là một cựu cầu thủ bóng đá chuyên nghiệp người Anh thi đấu ở Football League cho Mansfield Town.